# Richard Kolkwitz
Richard Kolkwitz, född 23 mars 1873, död 16 april 1956, var en tysk botaniker och limnolog.
Kolkwitz blev filosofie doktor i Berlin 1895, erhöll professors titel 1903 och blev extraordinarie professor vid universitetet i Berlin 1921. Från 1901 var Kokwitz verksam vid Preussens Centralanstalt för vatten-, mark- och lufthygien i Berln-Dahlem. Han företog vidsträckta resor inom tropikerna och Europa och besökte flera gånger Sverige. Kolkwitz var vid sidan av Theodor Marsson den forskare som utvecklade den moderna biologiska vattenanalysen enligt saprobiesystemet, där vattnets organismer uppdelas i olika saprobitetsklasser efter deras beroende av organiska föroreningar. Han ägnade sig även särskilt åt de mindre planktonorganismernas studium och införde för deras påvisande den numera allmänt använda planktonkammaren. Kolkwitz ansågs vara en av sin tids främsta limnologer.